# Blind Faith (Blind Faith)
Blind Faith è l'eponimo e unico album in studio del supergruppo rock inglese Blind Faith, pubblicato nel 1969.

## Il disco
Il disco è stato pubblicato nel Regno Unito e nel resto d'Europa dalla Polydor Records, mentre negli Stati Uniti è uscito per Atlantic Records/Atco Records.
L'album è stato registrato presso gli Olympic Studios ed i Morgan Studios di Londra con l'ausilio del produttore discografico Jimmy Miller.

## Copertina
La copertina ha suscitato un certo scandalo all'uscita del disco per via della presenza di un'adolescente a seno nudo con in una mano un oggetto avente forma fallica.

## Tracce

### Edizione originale
Side 1
1. Had to Cry Today (Steve Winwood) – 8:48
2. Can't Find My Way Home (Winwood) – 3:16
3. Well All Right (Buddy Holly, Jerry Allison, Joe B. Mauldin) – 4:27
4. Presence of the Lord (Eric Clapton) – 4:50

Side 2
1. Sea of Joy (Winwood) – 5:22
2. Do What You Like (Ginger Baker) – 15:20

### Edizione deluxe
Bonus tracks 2001
1. Sleeping in the Ground (Sam Myers) – 2:49
2. Can't Find My Way Home (Electric version) (Winwood) – 5:40
3. Acoustic Jam (Winwood, Clapton, Baker, Ric Grech) – 15:50
4. Time Winds (Winwood) – 3:15
5. Sleeping in the Ground (Slow blues version) (Myers) – 4:44

Disco bonus 2001
1. Jam No.1: Very Long & Good Jam (Winwood, Clapton, Baker) – 14:01
2. Jam No.2: Slow Jam No. 1 (Winwood, Clapton, Baker) – 15:06
3. Jam No.3: Change of Address Jam (Winwood, Clapton, Baker) – 12:06
4. Jam No.4: Slow Jam No. 2 (Winwood, Clapton, Baker) – 16:06

## Formazione
- Steve Winwood — tastiere, voce, chitarre, basso (in Presence of the Lord)
- Eric Clapton — chitarre, voce (in Do What You Like)
- Ric Grech — basso, violino (in Sea of Joy), voce (in Do What You Like)
- Ginger Baker — batteria, percussioni, voce (in Do What You Like)

## Classifiche
| Classifica  | Posizione raggiunta |
| ----------- | ------------------- |
| Regno Unito | 1                   |
| Stati Uniti | 1                   |